# Jumellea alionae
Jumellea alionae är en orkidéart som beskrevs av Phillip James Cribb. Jumellea alionae ingår i släktet Jumellea och familjen orkidéer.
Artens utbredningsområde är Madagaskar. Inga underarter finns listade i Catalogue of Life.